# Кафтан

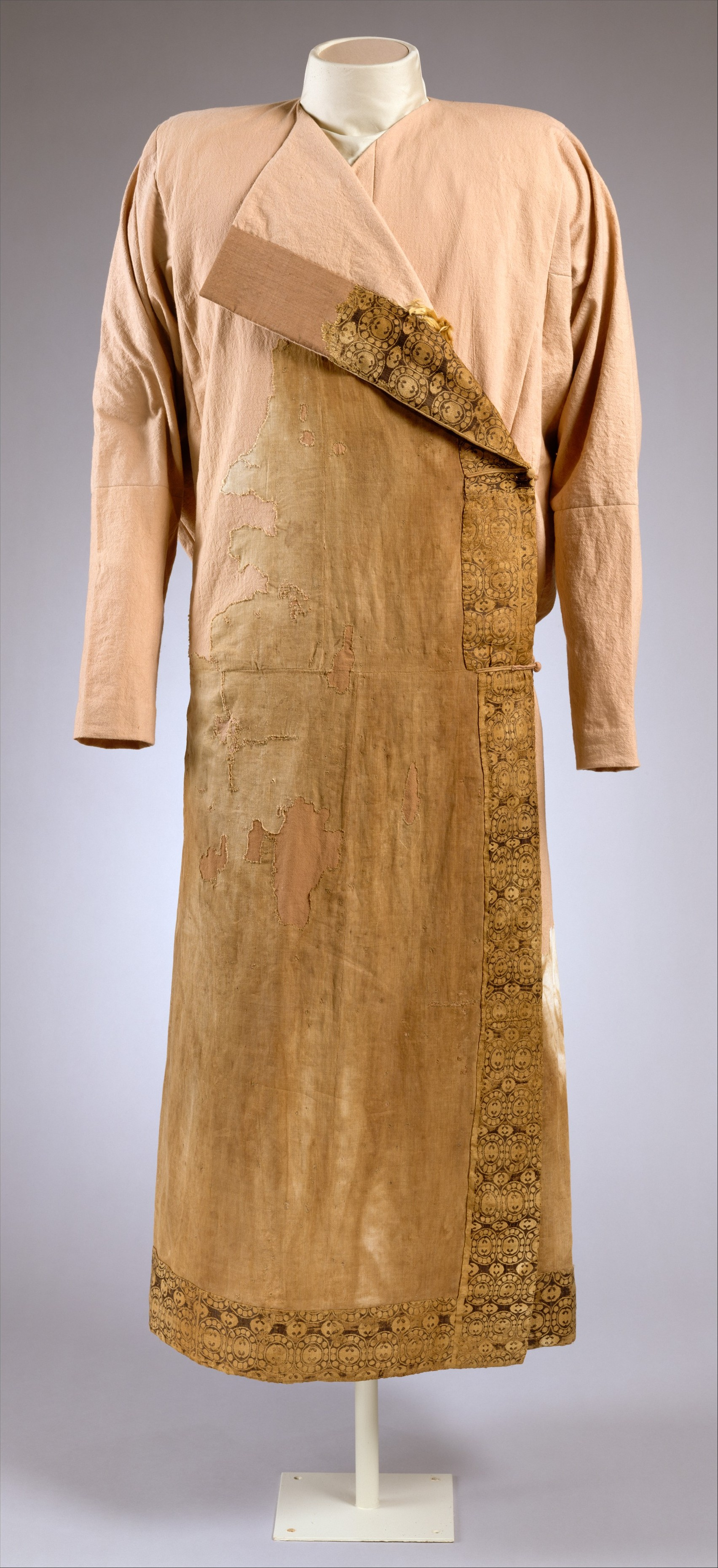
Кафтан из Мощевой Балки (СМК, VIII век), из собрания Метрополитен-музея

Кафта́н (др.-рус. кафтанъ, кавтанъ, кофтанъ, тур. kaftan, араб. قفطان‎ [ko: ftan], перс. خفتان‎, по́волочень) — верхняя одежда, запашная или распашная, часто долгополая, элемент костюма многих народов Евразии.

## Этимология
Слово является тюркизмом. Однако насчёт происхождения тюркского kaftun нет единого мнения. По одной версии, тюркское слово является заимствованием из иранских языков посредством арабского языка (hāftan — «род поддевки»; так, тимуридский поэт Алишер Навои (XV век) упоминает об мужской военной одежде хафтон); по другой оно является исконно тюркским, образованным от «кап» — «мешок, футляр» и «тон» — «платье».
Словарь Даля даёт такое определение данному предмету одежды:

верхнее, долгополое мужское платье разного покроя: запашное, с косым воротом, чапан, сермяга, суконник, армяк.— кафтан // Толковый словарь живого великорусского языка : в 4 т. / авт.-сост. В. И. Даль. — 2-е изд. — СПб. : Типография М. О. Вольфа, 1880—1882.

## По странам

### Западная Европа
В России в XVII-XVIII вв. слово «кафтан» употреблялось по отношении к жюстокору, вошедшему в русский быт в правление Петра I, хотя уже в XIX веке оно не использовалось по отношению к западноевропейской верхней одежде. Порой жюстокор называется кафтаном и в наши дни.

### Польша

Польский контуш XVII в. из собрания Ливрусткаммарена (Стокгольм)

Как и в Московской Руси, в Речи Посполитой XVI-XVIII вв. существовало огромное количество разновидностей кафтанов, особенно в шляхетской среде. Самым распространённым был жупан, как правило, запахивавшийся на левую сторону, реже — на правую. Шляхетские жупаны начала XVII в. чаще всего изготавливались из сукна, самыми популярными цветами были красный, жёлтый, синий, зелёный и светло-серый. В траур надевали чёрные жупаны из фабричного сукна (хотя в начале XVII в. среди шляхтичей распространилась мода на чёрную одежду, продержавшаяся, однако, недолго). Очень состоятельные и влиятельные люди могли позволить себе жупаны из узорчатой материи. Длина жупанов начала-середины XVII столетия различалась: от колена до щиколотки. Ворот жупана был стоячий, высокий к началу XVII века, к его середине сузившийся. Рукава жупанов до 1630-х годов изначально были узкие, но уже после 1640 г. они заметно расширились, рукава застёгивались на ряд из пуговиц или крючков (как правило, до пяти). Кроились рукава широкими в плечах, ближе к запястью они сужались. Жупан плотно облегал тело владельца, однако полы были широкими, при недостатке ткани для придания ширины в бока вшивались клинья. По бокам пол жупана могли присутствовать небольшие разрезы. Спинка жупана была цельнокроеная. Застёгивался жупан спереди посередине груди или с заметным запахом на левую сторону на ряд петель пуговиц из кручёного шнура. Украшались жупаны галунными петлями, также встречаются редкие упоминания и изображения украшений в виде нашивок из плетёного шнура. Подбивались жупаны различными тканями: от шёлка до цветного и окрашенного льна.
Также были распространены такие кафтаны, как жупица и кабат. Жупица шилась из замши, могла обладать подкладкой. Подол жупицы доходил до колен, талия была разрезной, рукава, сужавшиеся к запястью, обладали ластовицами. Застёжка доходила до пояса, застёгивалась жупица на пуговицы. Кабат по покрою напоминал жупицу и западноевропейские дублеты. Как и жупан, жупица и кабат опоясывались кожаными ремнями и ткаными слуцкими поясами.
Верхним кафтаном служил контуш (среди восточных славян Речи Посполитой и в Русском царстве был известен под названием кунтуш), чаще всего носившийся расстёгнутым, нараспашку. Он получил распространение в шляхетской среде в 1640-х годах, изготовлялся из сукна и шёлка, мог обладать подкладкой (подкладка суконных кунтушей была шёлковая), также подбиваться мехом. В середине XVII века кунтуши стали украшаться нашивками-петлицами, к которым могли пришиваться металлические или галунные пуговицы. К концу XVII века на рукавах появились разрезы. Другой разновидностью верхнего кафтана служила делия, близкая по покрою к турецким кафтанам, и не терявшая популярности на протяжении всего XVII века. Существовало очень много вариантов кроя: с короткими или длинными рукавами, в т. ч. и ложными откидными; долгополые и доходившие до колен (короткополые делии с короткими же рукавами назывались делийками и делюрами). Иногда делии украшались петлицами из шнура, тесьмы и галунов. Застёгивались делии на пуговицы, броши и шнуры, порой они подбивались мехом.

### Венгрия
Кафтаны были известны ещё предкам современных венгров, древним мадьярам. Одежда древних мадьяр, угорских кочевых племён, представляет собой типичный образец одежды степняков Евразии времён Раннего Средневековья. Мужские (главным образом всаднические) мадьярские кафтаны XI в., судя по изобразительным источникам, были двубортными и распашными, обладали левым запа́хом. Они были узкими и приталенными, подол доходил до колен, рукава также были длинными и узкими. Застёжка, по видимому, осуществлялась на ряд воздушных петель и пуговиц. Верхние уголки бортов центрального разреза кафтана могли отгибаться наружу. Низ кафтана не застёгивался, обладал свободным запа́хом, и, вероятно, мог быть немного расклёшенным. Степняцкие кафтаны (равно как и другая одежда степняцкого происхождения) продолжали бытовать в Венгрии и в Средневековье, органично сосуществуя с европейской.
Первоначально доломан представлял собой полукафтан, во многом схожий с польскими жупанами, турецкими кафтанами и некоторыми видами русских зипунов. В XVI веке он проникает в крестьянскую среду (хотя проникновение во все слои венгерского крестьянства произошло только к концу XIX века), а в XVIII веке он, укоротившись и начав представлять собой куртку, становится предметом гусарской униформы, наряду с ментиком (предметом одежды также венгерского происхождения, первоначально верхним кафтаном с короткими рукавами). Однако ещё в 1698 году для русской армии была создана новая униформа, ориентировавшаяся на венгерскую одежду. Но долго униформа не продержалась и уже в 1703 году она была заменена новой, европейского образца. Также венгерские кафтаны, включая вышеупомянутые доломан и ментик, получили распространение и в Польше.

### Россия

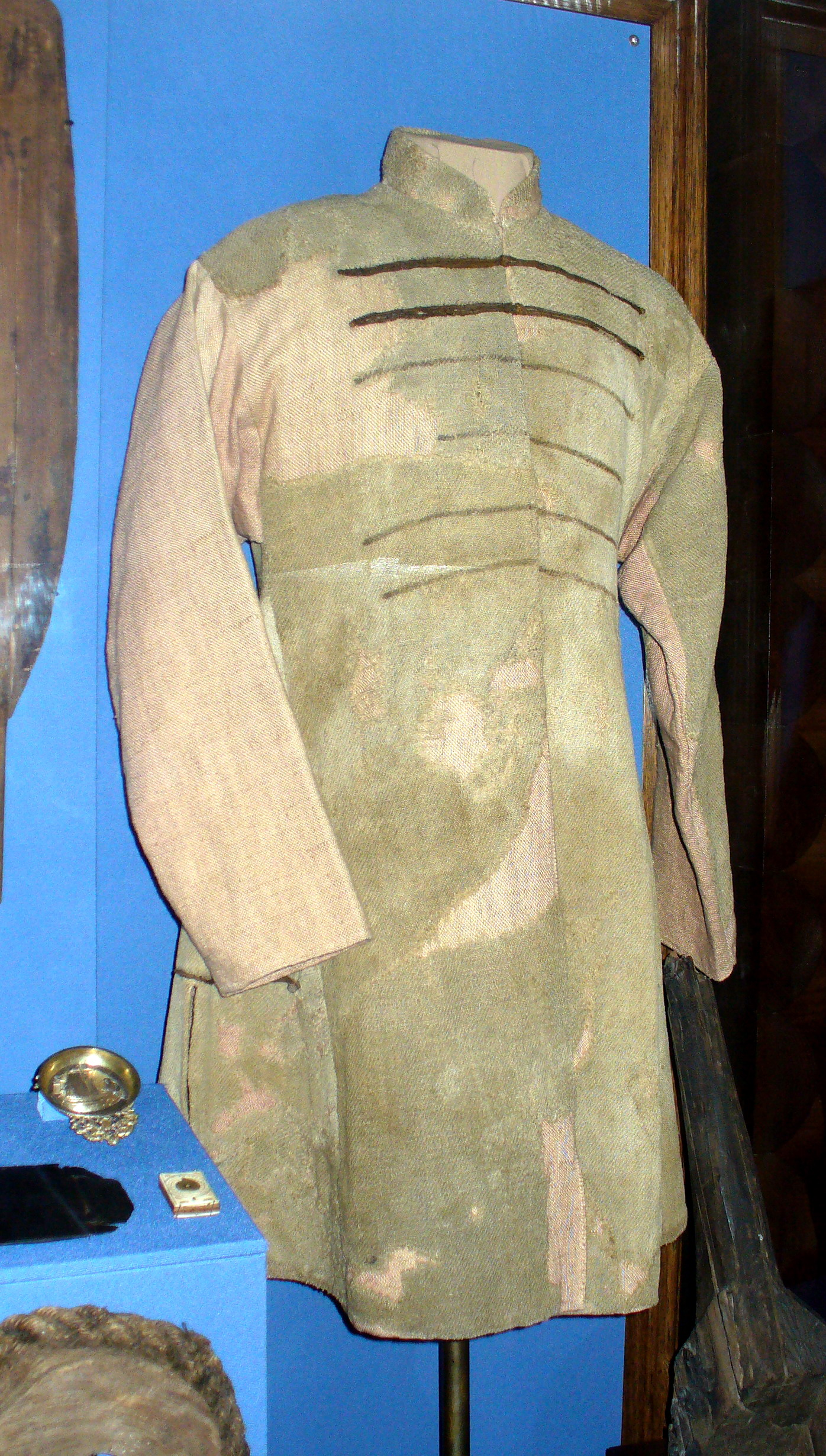
Кафтан начала XVII в., обнаруженный на побережье Таймыра среди остатков русской торгово-промышленной экспедиции, из собрания ГИМ

В домонгольской Руси верхней одеждой являлась свита, по покрою напоминавшая рубаху и надевавшаяся через голову. Под влиянием степняков (в т. ч. монголов) в обиход русичей входит распашная верхняя одежда, представляющая собой типичные кафтаны (она известна, в частности, в виде находок из захоронений в Гнёздово). Уже в XIV в. на Руси появляются распашные свиты с глубоким запа́хом или полами встык. У украинцев, белорусов свита широко бытовала аж до XX в., а у русских она бытовала лишь в некоторых западнорусских губерниях и уже не было настолько распространённой.
Собственно сам термин «кафтан» впервые фиксируется в русских письменных источниках в XV веке, к этому времени начинает формироваться многообразие видов кафтанов в зависимости от материала и применения. В XVI—XVII веках им обозначали мужскую комнатную и уличную одежду, носившуюся представителями практически всех социальных групп. Кафтан в Московской Руси представлял собой распашную одежду, свободного покроя или приталенную, застёгивавшуюся на ряд пуговиц (в том числе на петли, т.н. «разговоры») или завязывавшуюся на тесёмки. Пуговицы располагались на правой стороне, в то время как петли — на левой, застёжки украшались шёлковыми нашивки из крученого шнура или плетёной тесьмой. Длина кафтанов различалась, они могли доходить как до щиколоток, так и до колен, во втором случае он носил название полукафтан или полукафтанье. Внешний вид рукавов также мог разительно отличаться. Рукава делались длинными или короткими, узкими или широкими, у бояр часто спускавшимися значительно ниже кисти или выше нее, иногда с откидными рукавами, иногда без них. Длинные, доходящие до пола рукава — отголосок азиатской моды. Часто рукава могли завязываться за спиной.  Кафтаны чаще всего делали без воротника или же с воротником «стояче-отложной» конструкции (кроившимся из прямой полосы ткани), со сравнительно глубокой, а иногда небольшой выемкой ворота спереди или сзади, чтобы можно было увидеть рубаху или нарядный зипун. Ворот кафтана во время непогоды поднимали вверх. Иногда к праздничным кафтанам сзади пристегивался плотный, высокий, стоячий, богато украшенный воротник — козырь. Правом ношения козыря на кафтане награждались мещане и купцы за различные пожертвования в царскую казну.
Разновидности кафтанов шились из атласа, бархата, камчатки, тафты, сукна и других тканей, могли подбиваться мехом (кафтаны знатных людей подбивались соболем, куницей и лисицей). Кафтаны, отличавшиеся друг от друга по материалу, покрою, отделке, получали дополнительные обозначения: турский, становой, русский, терлик и так далее.
На протяжении времени своего бытования кафтан подвергался изменениям в покрое одежды. В XVI веке кафтаны обладают преимущественно прямым покроем, либо являются приталенными с цельнокроеной спинкой, в целом они образуют на носителе объёмный силуэт. В следующем, XVII-м веке, силуэт утончается, чаще встречаются цельнокроеные приталенные кафтаны, обладающие сборками и защипами на спине, а также полукафтаны. В ходе масштабной вестернизации России по результатам петровских реформ традиционный русский кафтан вышел из употребления среди дворян и некоторых богатых купцов, будучи, как и весь традиционный костюм, вытесненным общеевропейской одеждой. В XIX — первой четверти XX века русские кафтаны, бытовавшие у крестьян и некоторых горожан (извозчиков, разносчиков), в основном были тёмных цветов (повседневные  — серые, чёрные, коричневые; праздничные — синие и белые). Будничные шились из домотканого сукна, праздничные — также из фабричного сукна и плиса, плисовые кафтаны, наряду с кафтанами из синего сукна, носились обеспеченными людьми, прежде всего юноши и молодые женатые мужчины. Помимо сукна, кафтаны изготовлялись из грубой хлопчатобумажной ткани или льняной ткани кустарной выделки (холстины). Подпоясывался кафтан, как правило, кушаком, обычно другого цвета, а в допетровскую эпоху — и кожаным ремнём. Кафтаны XVIII-XIX веков были преимущественно двубортными, с запа́хом справа налево. Кафтан застегивался встык — крючками на левую сторону, пуговицы, и на пряжки-схватки. Ворот кафтана мог либо отсутствовать вообще, либо быть невысоким и стоячим.
По крою спинки пол выделяют два типа кафтанов XIX века: кафтаны-борчатки (данный термин был распространён в Вятской и Пермской губерниях), и кафтаны «с пережимом» (с подхватом, с фантами). Кафтаны-борчатки шились с отрезной спинкой, а иногда с отрезными полами. В этом случае нижняя часть кафтана была собрана у талии в мелкие сборки, причём если подрезной была только спинка, то тогда сборки располагались сзади, а если отрезными были и полы, то в таком случае сборки располагались кругом. Этот тип кафтана бытовал уже в конце XVIII — начале XIX века, хотя его принято считать по своему происхождению более поздним вариантом, широкое распространение получил в конце XIX века. Кафтаны с пережимом обладали прямой спинкой и прямыми полами, между ними вшивались клинья-фанты, расширявшие нижнюю часть.
В старообрядческих общинах кафтаны до сих пор часто используются в качестве молёной одежды, то есть, надеваемой для похода в молельный дом. Среди различных согласий существуют различные фасоны и покрои кафтанов. В старообрядческих кафтанах, в основном не изменившихся с XIX века, присутствуют архаичные, восходящие к допетровской Руси детали, например, кафтаны со шнурами, на которых через равный отрезок длины закреплены две-три пуговицы (рудимент застёжки на разговоры), носившиеся до конца XIX-начала XX века.

#### Разновидности
Прежде всего кафтаны подразделялись не нижние, носившиеся непосредственно поверх рубахи и штанов; и на верхние, надевавшиеся поверх нижнего (как, например, ферязь). Верхние часто делались тёплыми, с мехом или со стеганной ватной подкладкой (ватник).

##### Кафтаны допетровской Руси
- Домашний кафтан — носился в домашней обстановке богатыми людьми. Был длиннополым, с небольшим запа́хом — левую полу от ворота, застёгивался на пуговицы.
- Становой кафтан — долгополый кафтан с клиньями в полах, шившийся «по стану», т.е. по фигуре, с перехватом на талии. Имел короткие рукава, до локтя. По другой версии, становой кафтан обладал широкими рукавами[3][24].
- Терлик — кафтан, носившийся царскими стражниками-рындами, сокольничьими и т.п. Спереди присутствовал особый нагрудник, застегивавшийся на правой стороне груди и правом плече. По покрою был похож на польский кафтан.
- Тегиляй — стёганый кафтан, элемент русского доспеха XVI-XVII вв.
- Чуга — кафтан для верховой езды и для военных. Этот кафтан имел короткие рукава и отложной воротник, а на подоле по два боковых разреза. В сочинении итальянца Ф. Тьеполо, составленном по рассказам очевидцев, русская пехота середины XVI века описывается следующим образом: «Пехота носит такие же кафтаны (как и конница), и немногие имеют шлемы».
- Турский кафтан — долгополый кафтан без ворота и свободного покроя с очень длинными (порой откидными) рукавами, застёгивавшийся у горла на две пуговицы[2].
- Жупан, он же польский кафтан — кафтан, плотно охватывавший фигуру в верхней части и обладавший широкими нижними полами. Рукава были очень широкими у плеча, сужаясь от к локтю и бывшие узкими до кисти. Заимствован русскими в XVII веке.
- Опашень — одна из самых ранних зафиксированных разновидностей кафтана. Долгополая одежда с длинными рукавами и отложным воротником, носившийся «на опашь» — распахнутым, как накидку, застёгнутым у горла на одну-две пуговицы, от чего и получил название. Судя по миниатюрам из Радзивилловской летописи, опашень также мог застёгиваться полностью, а кроме того существовали опашни с откидными рукавами[33][34][35].
- Сарафан — изначально мужская одежда, разновидность кафтана, постепенно перешедшая в женский гардероб, став главнейшим элементом женского русского костюма. Довольно архаичным покроем, близким к кафтанному, обладает косоклинный сарафан[17].
- Однорядка — суконный кафтан без подкладки, без воротника, носился преимущественно женщинами, но также и мужчинами. Застёгивался на ряд 12-18 пуговиц[17][20][36].
- Охабень — кафтан с длинными откидными рукавами и большим отложным воротом[37].

Разновидности кафтанов на иллюстрациях к книге «Историческое описание одежды и вооружения российских войск»
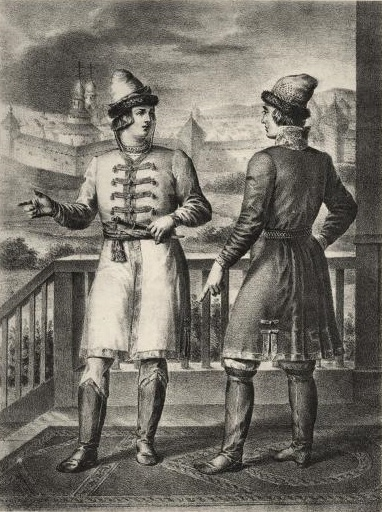
Кафтан до колен с козырем
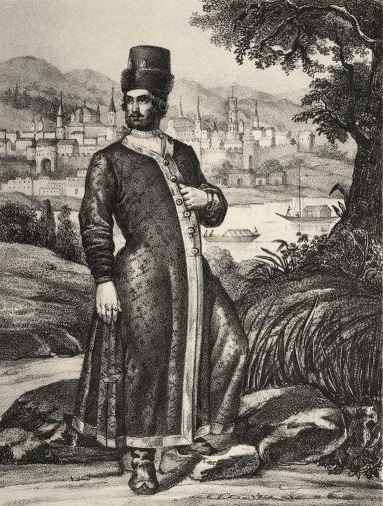
Терлик
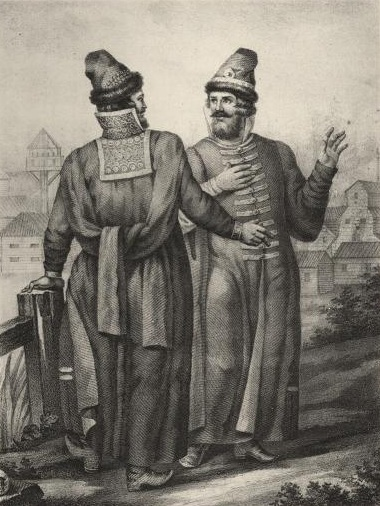
Охабень
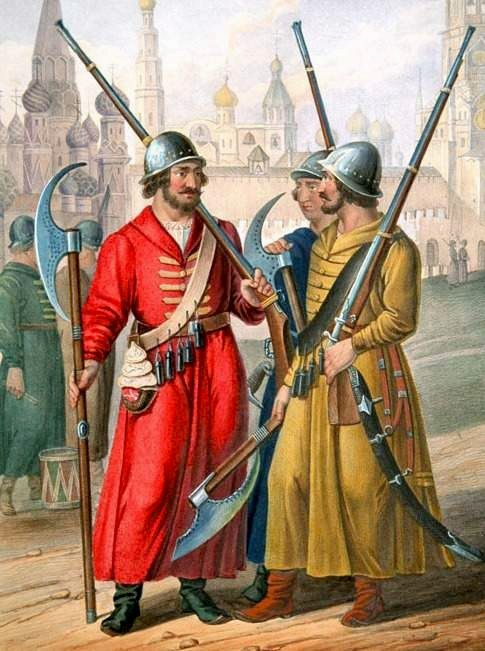
Вооружённые стрельцы в кафтанах
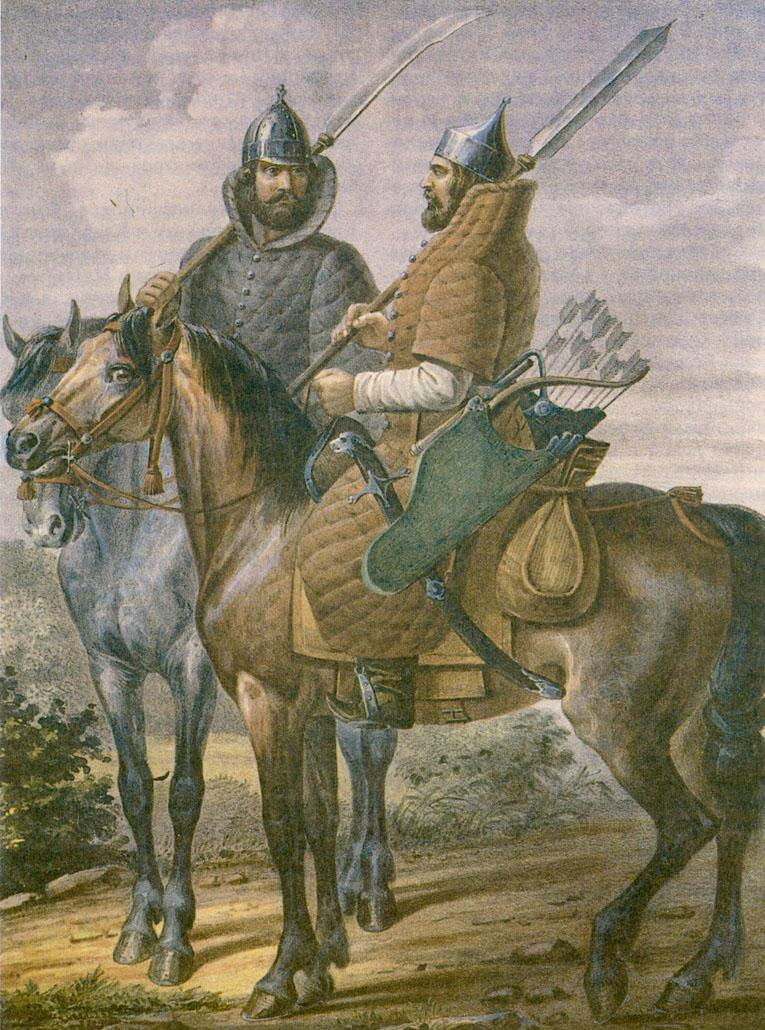
Всадники в тегиляях
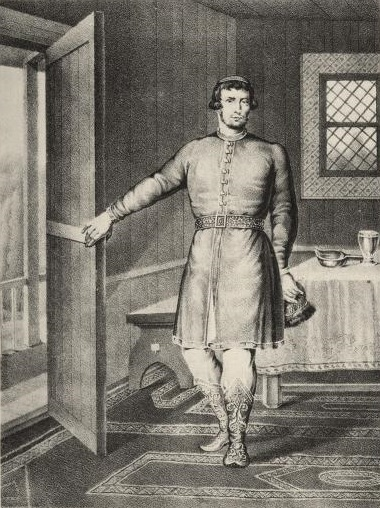
Зипун
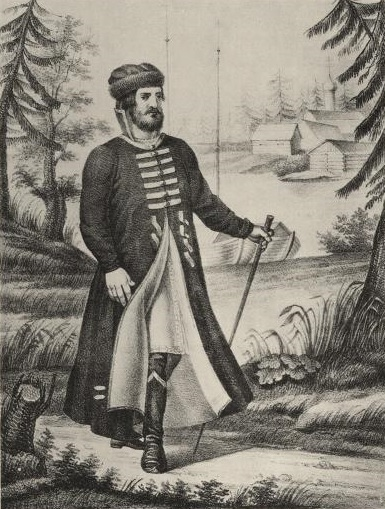
Ферязь
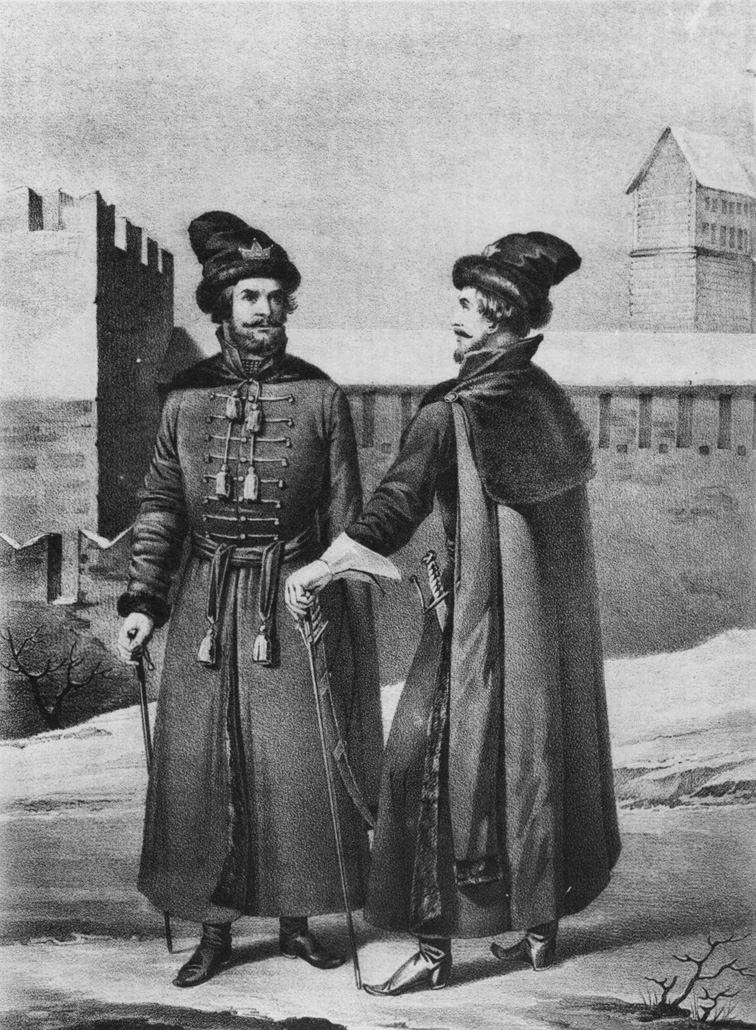
Стрелецкие головы (офицеры)

##### Кафтаны, носившиеся и в XIX-XX вв.
- Поддёвка — отрезной по талии[17] и распашной кафтан длиной до колен или чуть ниже колен, носившийся в качестве верхней одежды зимой и весной как и мужчинами, так и женщинами, сзади присутствовали сборки[17][38]. Поддёвка бытовала преимущественно в крестьянской (а впоследствии и рабочей) среде[38], щеголеватые поддёвки без рукавов надевали состоятельные ямщики поверх полушубков. Носили поддёвку и богатые купцы. У старообрядцев Приуралья используется в качестве молельной одежды[38], также используется в качестве молельной среди женатых поморцев, хотя ранее у староверов поддёвка считалась недопустимой для моления[17].
- Сибирка — короткий кафтан, обычно синего цвета, сшитый в талию, без разреза сзади и с невысоким стоячим воротником. Сибирки носили лавочники и купцы.
- Азям — халатообразная одежда прямого покроя, шился из тонкой ткани и носился только летом. Используется в качестве молельной одежды у старообрядцев-федосеевцев и поморцев, а также у старообрядцев среди уральских казаков[17].
- Армяк — широкий и долгополый кафтан по покрою напоминавший халат. Шился из фабричной материи — толстого сукна или грубой шерсти. Богатые армяки выделывались из верблюжьей шерсти. Был верхней одеждой крестьян, носился и мужчинами, и женщинами.
- Зипун — полукафтан, известный с XVI в., служивший в допетровской Руси нижним, надевавшийся поверх рубахи и штанов. Допетровский зипун был плотно облегающим, доходил до колен, хотя щёголи могли носить зипуны, доходившие аж до середины бедра. Материал зипуна зависел от достатка владельца, но подкладка, как правило, была лёгкой. Среди рядовых горожан зипун мог быть единственной верхней одеждой. В послепетровской России носился в качестве верхней одежды весной и осенью, с XVIII века входил в состав одежды донских казаков в качестве наплечной одежды[20][39].

##### Региональные разновидности
- В некоторых губерниях европейской части России (например, на Новгородчине) термином «кафтан» обозначалась однобортная длинная, до щиколоток, одежда с большим воротником, с запа́хом налево и подпоясывавшаяся широким рукавом. Рукава у этого предмета одежды были длинные и широкие. Надевали его в дорогу поверх основной верхней одежды поздней осенью и зимой[30][32].

#### Знак отличия

А. П. Калганов («Царский кафтанщик») с сыном и внучкой, одет в кафтан, город Златоуст, 1910 год

Наградной кафтан вручался за заслуги мастеровым на казённых заводах в Ижевске, Златоусте. Их получатели именовались царскими кафтанщиками, и пользовались рядом привилегий: так, для лиц, пожалованных кафтаном, отменялись телесные наказания. Традицию наградного кафтана пытаются возродить в наше время, на данный момент кафтанами были награждены два ижевских оружейника — Владимир Ярыгин (2022 г.) и Михаил Калашников (причём два раза — в 2002 и 2009 гг.).
В 1835 году наградные кафтаны шились из сукна, бархата, атласа и тафты и делились на четыре вида:
Простые (обычные) кафтаны были: дождевые, ездовые, столовые, смирные и др. Вручались крестьянам за особые заслуги в земском правлении.
Мастеровые кафтаны вручались оружейникам, мастерам горных заводов и ювелирам.
Почётные кафтаны вручались главам сельских и волостных управлений.
Нарядные кафтаны имели отложное ожерелье на воротнике, золотые петлицы с кистями спереди, запястья у рукавов и кружева на полах. Ожерелье, запястья и петлицы иногда обшивались драгоценными камнями и жемчугом. Внизу по бокам кафтана также были разрезы с петлицами.

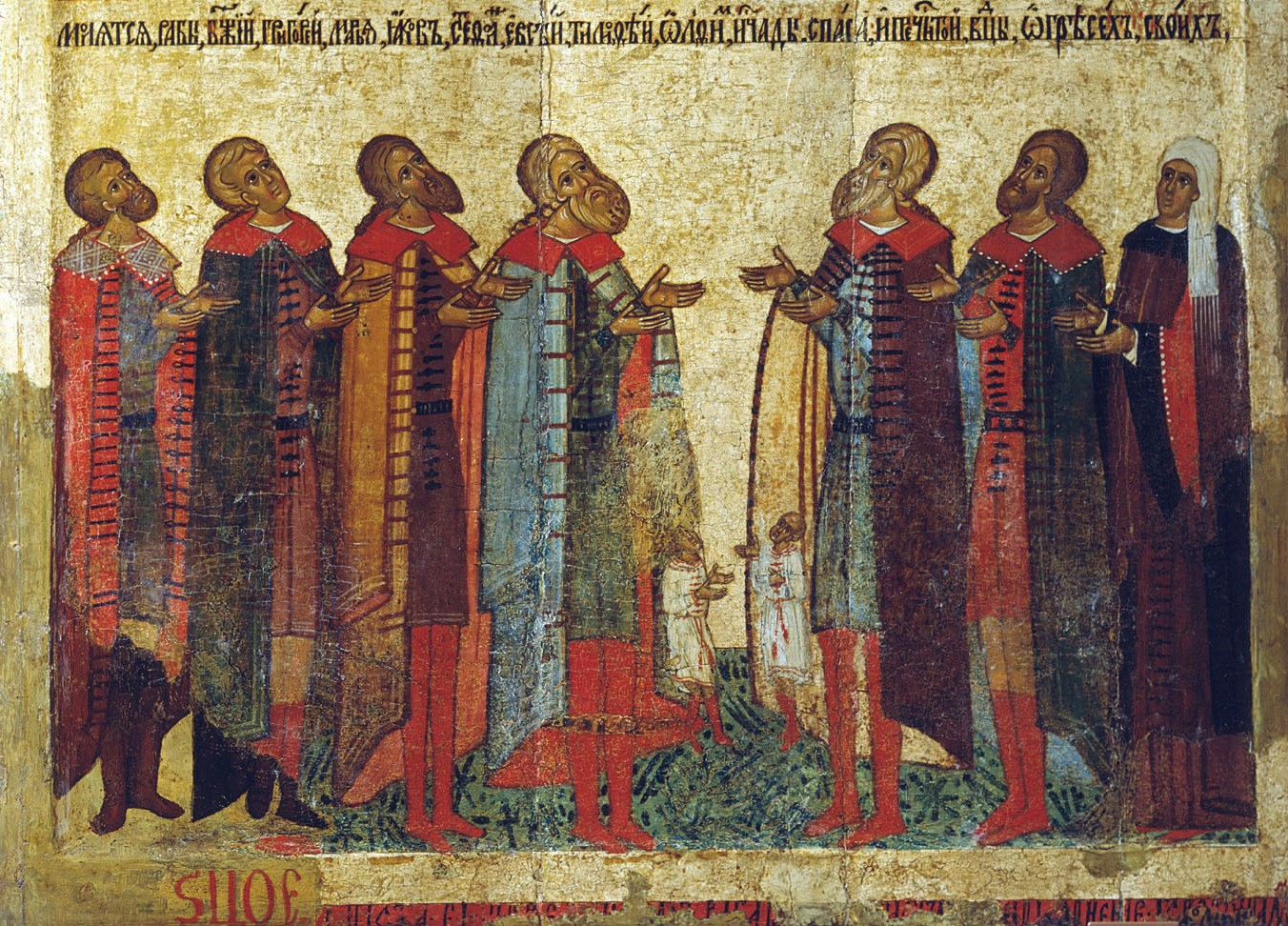
Молящиеся новгородцы (предположительно бояре Кузьмины), фрагмент иконы «Деисус», около 1467 г. На мужчинах — опашни (или плащи-епанчи) поверх свит/полукафтанов[17][33][34].
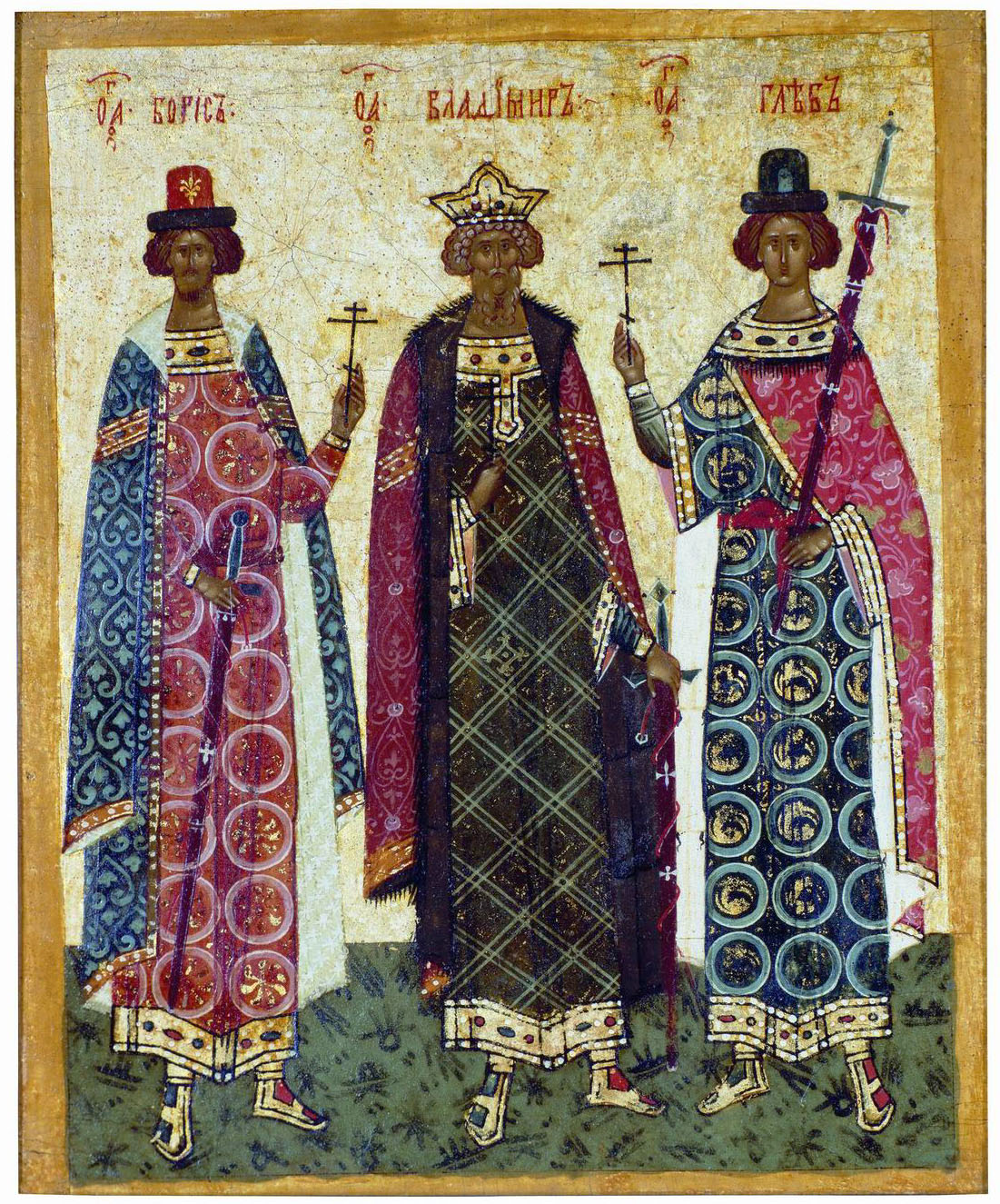
Владимир Святославич с сыновьями: Борисом и Глебом, икона конца XV в. новгородской школы, из собрания музея-квартиры Павла Корина. На изображённых надеты опашни[34].
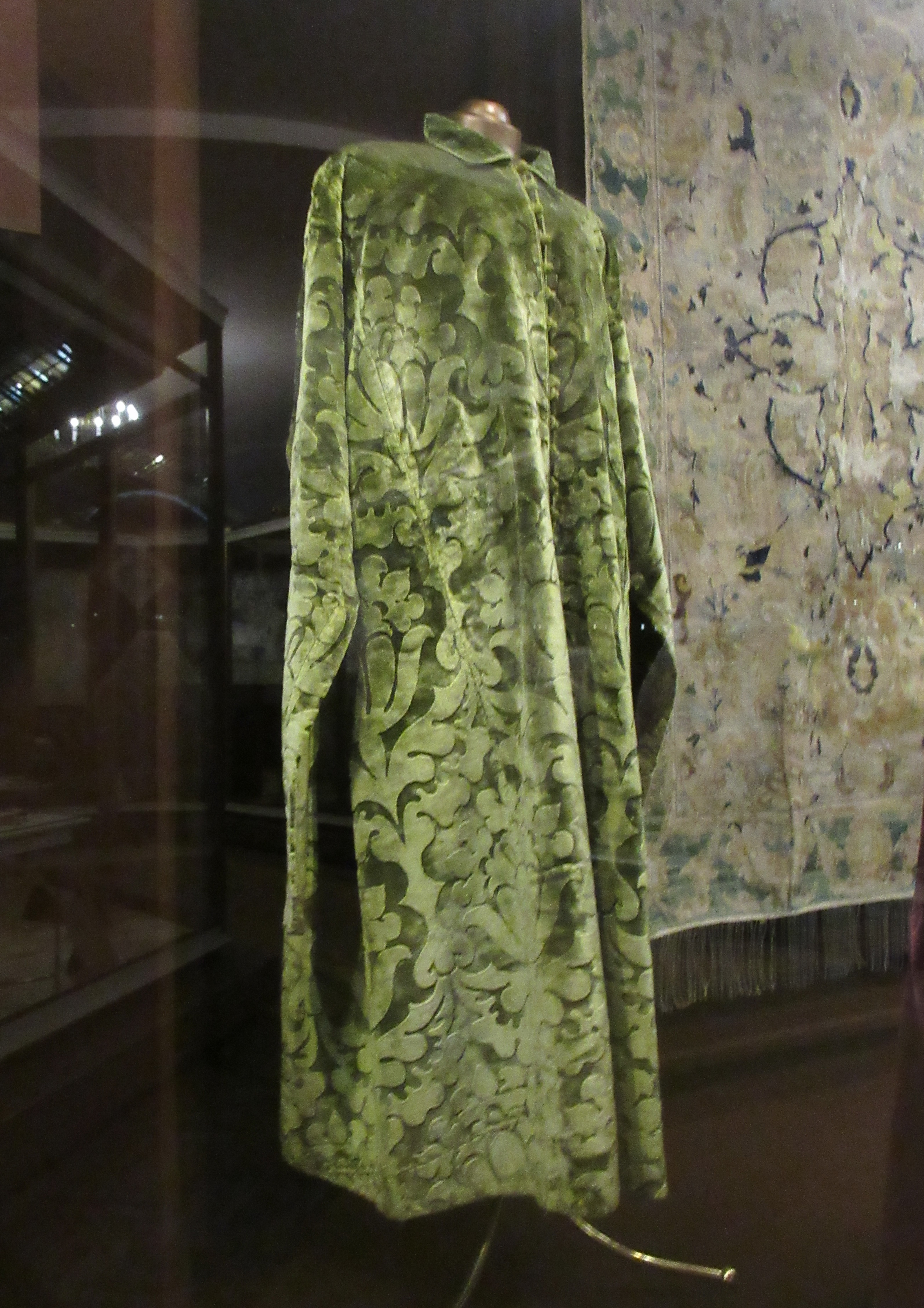
Домашний бархатный кафтан из собрания московской Оружейной палаты
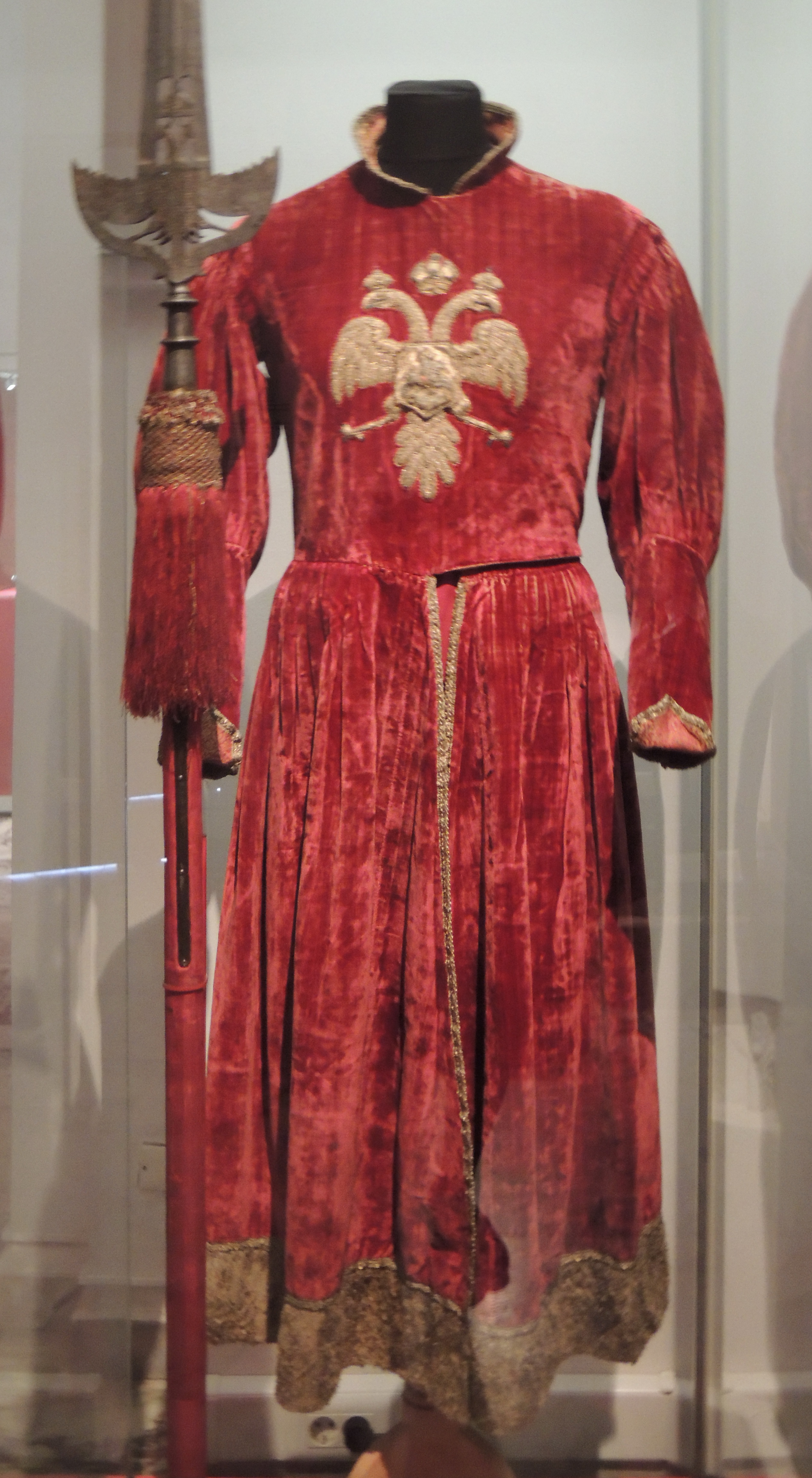
Форменный терлик из бархата, вторая половина XVII в. Из собрания музеев Московского кремля
Форменный кафтан XVII века из собрания Ливрусткаммарена, захвачен шведами в битве при Нарве 1700 г. в качестве трофея
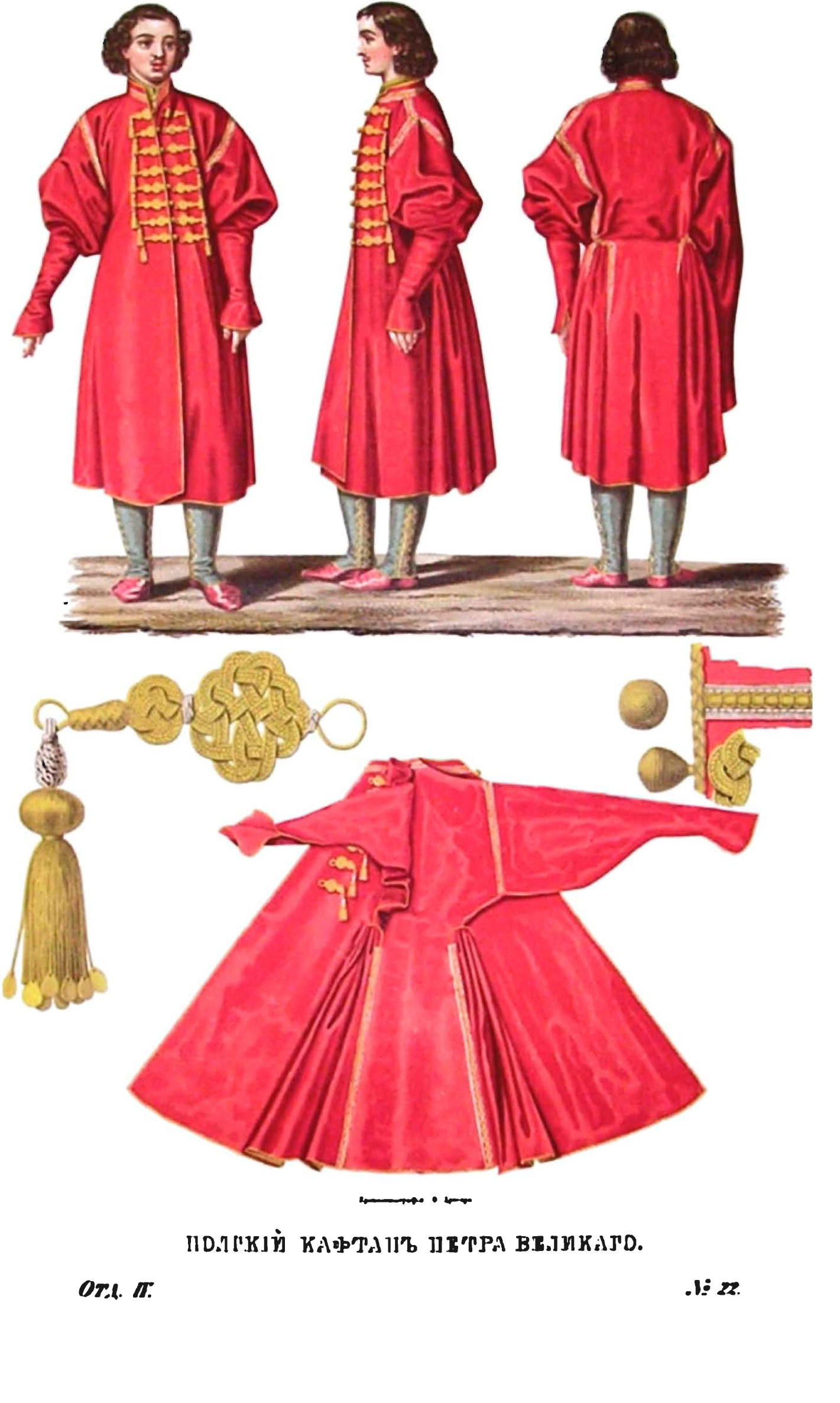
Зарисовка жупана Петра I, выполненная Фёдором Солнцевым, иллюстрация к 4 тому «Древностей Российского государства»
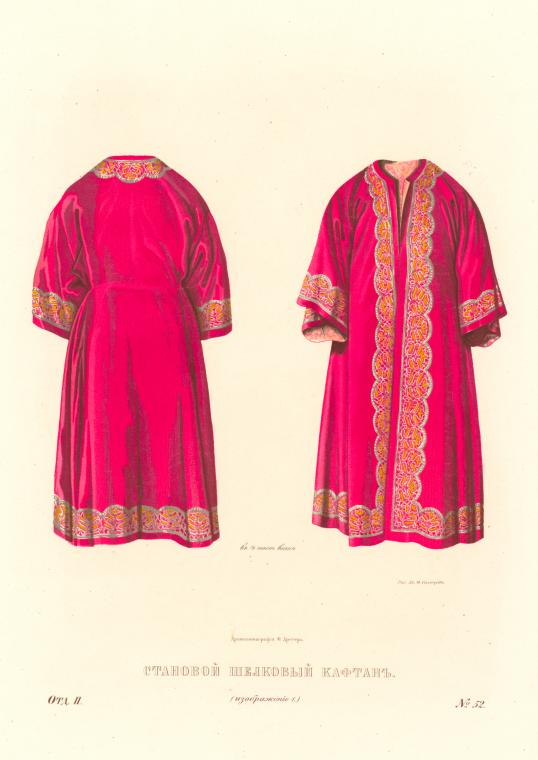
Шёлковый становой кафтан, иллюстрация к 2 тому «Древностей Российского государства»
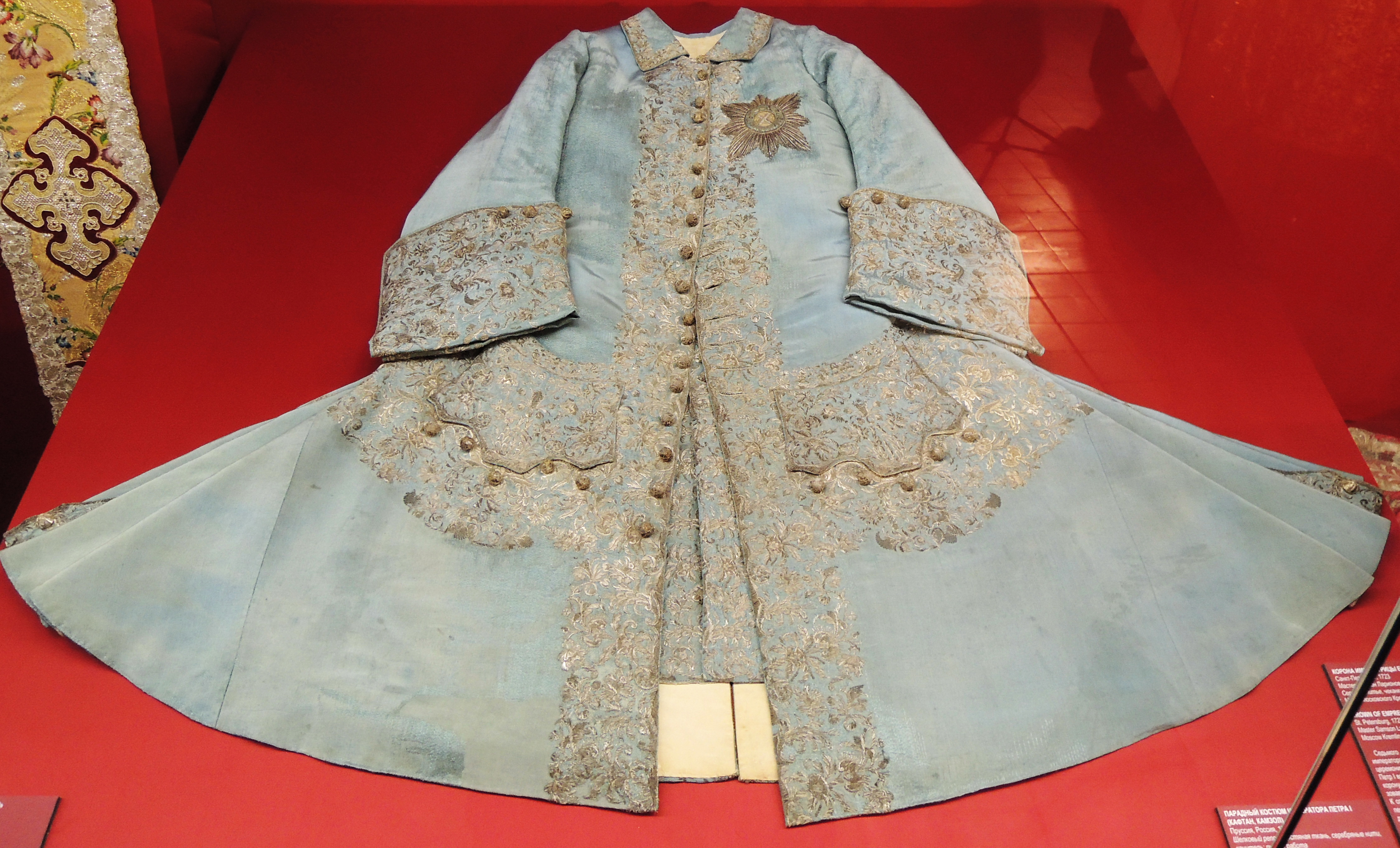
Церемониальная одежда Петра I (1724 г.): жюстокор и камзол, из собрания Эрмитажа
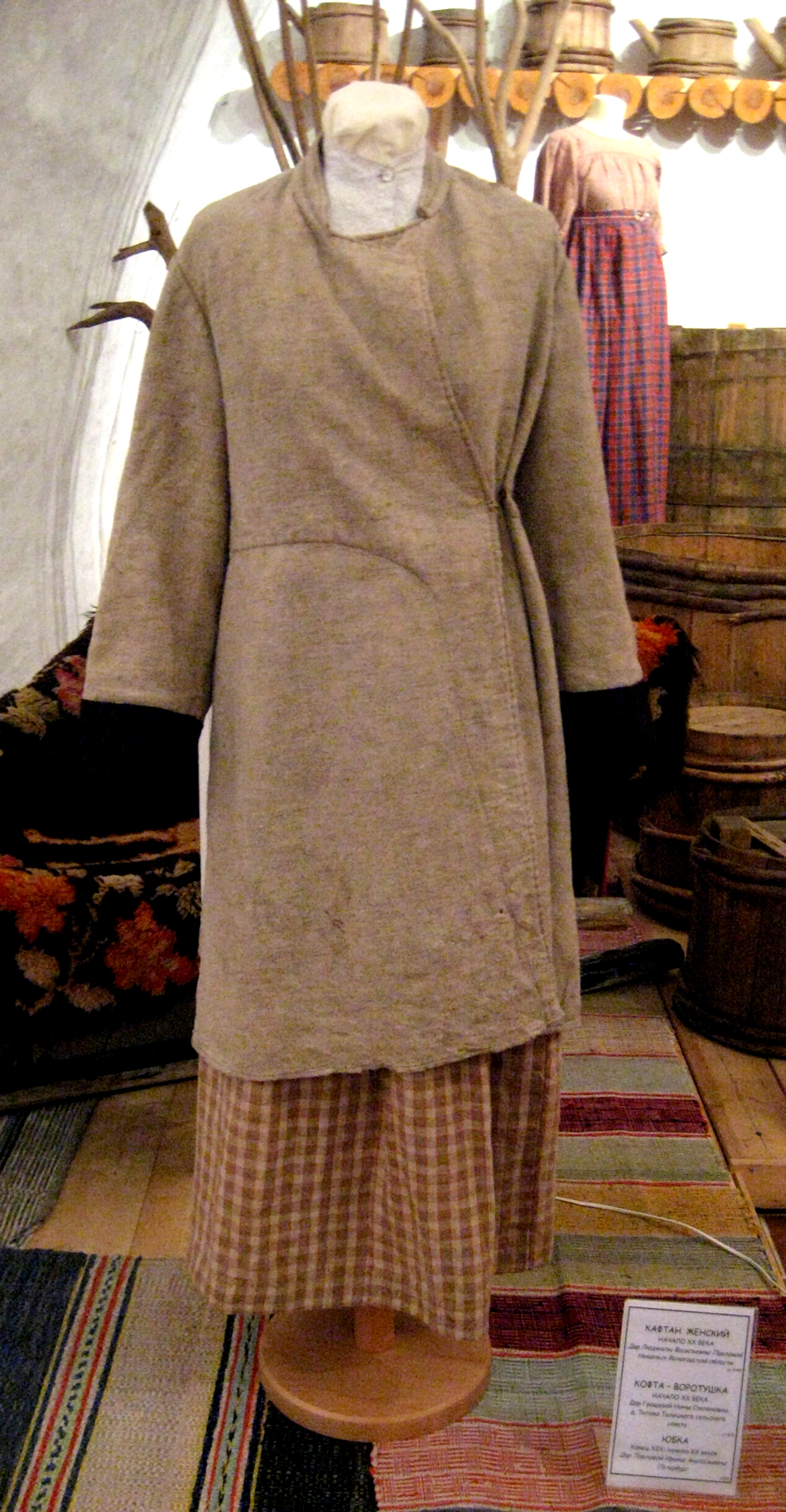
Женский кафтан начала XX в., из собрания музея в Ферапонтовом монастыре

### Украина
Запорожское казачество в годы своего существования носило в качестве верхней одежды жупан, свиту и сермягу. Последние зачастую не красились, из-за чего обладали неяркими цветами: белым, серым, коричневым. чёрным. Иностранные летописцы при описании битв с запорожцами порой используют выражения вроде «поле забелело трупами», намекая на простецкую одежду казаков. Казацкая старши́на, включая гетмана, носила кафтаны польского образца.
Также кафтан (жупан) из домотканого сукна носили и горожане в XIV-XVIII веках, как и мужчины, так и женщины. Поверх кафтана набрасывали кунтуш.

### Кавказ
Кафтаны широко представлены в захоронениях Аланской державы, существовавшей до XIII в. На облик аланской одежды, в частности, кафтанов, оказали влияние кочевые тюркские народы: сначала хазары, а впоследствии, в XI-XIII веках, и половцы-кыпчаки. Аланские кафтаны являлись распашными. Главной особенностью аланских кафтанов является плавная (подкройная) линия прямого шва, что свидетельствует о происхождении от одежды, сшитой из большого куска войлока с отверстием для головы. Аланские кафтаны, как и русские кафтаны-борчатки, был отрезным по талии, подразделявшимся на подол и верхнюю часть. Подол мужских аланских кафтанов расширялся путём разрезов и вшивания боковых клиньев (последние также могли удлинить подол кафтана). Стан аланских кафтанов, отрез ткани для верхней части с вырезом для головы, обладал двумя клиньями, отрезанными со спинки и перенесены в переднюю часть, из-за чего спинка на месте соприкосновения с талии узкая, ввиду этого разворачивались плечи кафтана.
Как считается, от аланских кафтанов (а также от кафтанов хазар) ведут своё происхождение бешмет и черкеска (чоха), непременный атрибут национального костюма практически всех народов Кавказа. Бешмет служил нижним полукафтаном, с подолом до колен, поверх надевалась черкеска. Она, в свою очередь, должна была плотно сидеть на фигуре носителя. О преемственности аланских кафтанов говорит в частности то, что нижние полы черкески были с большим запа́хом, одна перекрывала другую. От кавказских народов эти предметы одежды, как и кавказский костюм в целом, был перенят кубанскими и терскими казаками.

### Кочевники Евразии вДревнем миреиСредневековье
Кафтан был неотъемлемым элементом одежды тюркоязычных кочевников в Раннее Средневековье. У них кафтан был распашным и приталенным, доходил до колен и обладал расклёшенным подолом.
В XIII веке среди тюркоязычных кочевников-степняков входит в моду кафтан по монгольскому образцу: запа́х у них слева, а край полочки доходил до бокового шва ниже подмышки. Бляха-фибула, скреплявшая ворот, по-видимому, является отражением т.н. «зерцала» — одного из элементов монгольского доспеха, представлявшего собой плоскую металлическую пластину. Другим модным монгольским фасоном был кафтан с отрезным плисированным низом, по сути представлявшим собой юбку (линия стыка низка и верха украшалась кантом), и заниженной талией. В частности, монгольские кафтаны изображены на половцах на миниатюрах Венгерской иллюстрированной хроники, датирующихся серединой-концом XIV в.

### Турция
Османские кафтаны (тур. kaftan, entari, antari) также, как и русские, обладали разнообразием в покрое и используемых материалах. Подавляющее большинство османских кафтанов обладает запа́хом, состоящим из пришитых клиньев (треугольных, прямоугольных или комбинаций из них) или полученным путём разрезания ткани. Детские кафтаны XVI в., включая кафтаны царевичей, шехзаде, сделаны из тканей в полоску, в горошку или выполнены в очень ярких контрастных цветах.
Начиная с XV века Русь устанавливает всё больше контактов со странами Ближнего Востока, и в связи с этим отсюда поступают как и ткани, так и собственно сами предметы одежды, в частности из Османской империи. Есть упоминания дарений послами верхней одежды русским князьям и царям. Не исключено, что таким образом на Русь проникали новые фасоны кафтанов.

### Арабские страны, Иран

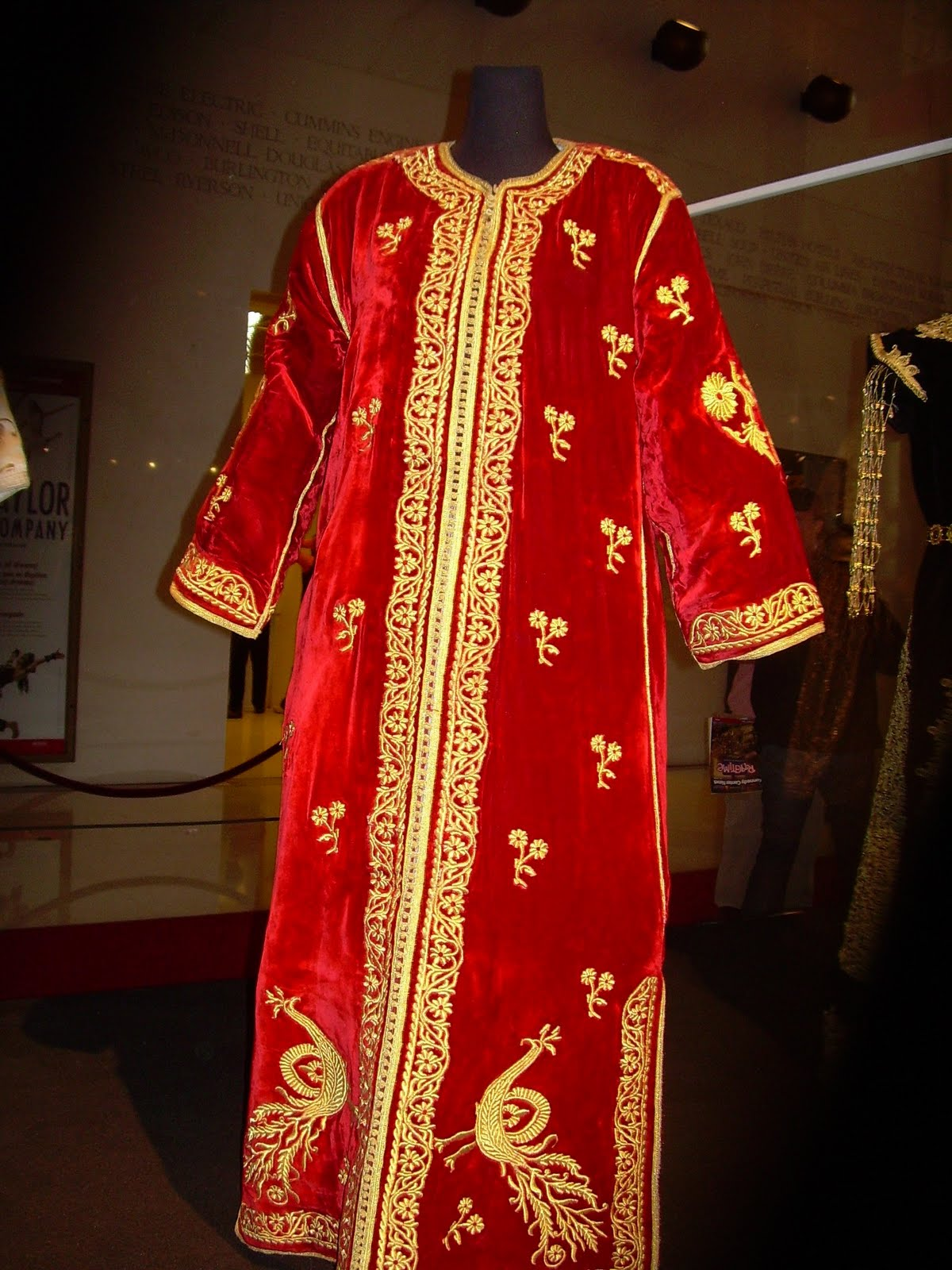
Марокканский кафтан

В Иране кафтаны известны с незапамятных времён. К примеру, главной особенностью сасанидских кафтанов V-VI вв. является то, что передние полочки соединяются со спиной не по бокам изделия, а заворачиваются на спину. Такой вид кроя характерен для одежды, шившейся на основе крупного куска шкуры.
В арабских странах кафтан получил распространение при Аббасидах, будучи заимствованным у персов (в частности, существенное влияние на моду Аббасидского халифата оказывали персы-чиновники, занимавшие большинство мест в бюрократическом аппарате).
В Марокко, где традиционная одежда до сих пор распространена (особенно в качестве праздничной), также носят и кафтаны. На данный момент кафтан является женской одеждой, хотя ранее их носили также и мужчины. Марокканский кафтан — долгополый с широкими рукавами, прямым разрезом и застёжкой на ряд пуговиц из тесьмы. Кафтан невесты — парчовый, обильно украшается.

### Африка
В Западной Африке словом «кафтан» обозначается долгополая рубаха.

## В культуре
- «Тришкин кафтан» — басня Крылова 1815 года.